# المغر الاسفل (المحويت)

تعديل مصدري - تعديل

المغر الاسفل هي إحدى قرى عزلة المجاديل بمديرية المحويت التابعة لمحافظة المحويت، بلغ تعداد سكانها 53 نسمة حسب تعداد اليمن لعام 2004.